# 石川哲夫
石川 哲夫（いしかわ てつお、1954年〈昭和29年〉-　）は、日本の元官僚。
北海道出身。北見工業大学工学部卒業。同年、郵政省入省。以後、電気通信事業を担当。茨城電気通信監理局課長などを経て、1990年（平成2年）同省北陸電気通信監理局電波部長。1991年（平成3年）同省電波通信部長。1994年（平成6年）同省電気通信局電波部課長。2001年（平成13年）総務省情報通信政策局宇宙通信政策課長。2003年（平成15年）退官。財団法人茨城県開発公社理事長。2005年筑波学院大学経営情報学部客員教授。

## 主要論文
- 『地上デジタル放送研究開発支援用共同利用設備の概要(<小特集>地上デジタル放送)』（映像情報メディア 53巻11号, 1999年）
- 『地上デジタル放送時代のケーブルテレビ業界 研究学園都市コミュニティケーブルサービス--次世代のケーブル網構築の検討に着手』（月刊forn 6巻, 2006年）